# Abd-Al·lah ibn Rawaha
Abd-Al·lah ibn Rawaha (àrab: عبد الله بن رواحة, ʿAbd Allāh b. Rawāḥa) fou el secretari del profeta Mahoma.
Pertanyia al clan khazradjita, de la branca dels Banu Hilal. Era un dels pocs homes àrabs que abans de Mahoma sabia llegir i escriure. Va fer també alguns serveis militars pel Profeta, especialment en la batalla de Badr (623) i a la segona campanya de Badr (625).